# Saint-Maurice-lès-Châteauneuf
Saint-Maurice-lès-Châteauneuf – miejscowość i gmina we Francji, w regionie Burgundia-Franche-Comté, w departamencie Saona i Loara.
Według danych na rok 1990 gminę zamieszkiwało 527 osób, a gęstość zaludnienia wynosiła 49 osób/km² (wśród 2044 gmin Burgundii Saint-Maurice-lès-Châteauneuf plasuje się na 436. miejscu pod względem liczby ludności, natomiast pod względem powierzchni na miejscu 879.).